# 西条市立西条小学校
西条市立西条小学校（さいじょうしりつさいじょうしょうがっこう）は、愛媛県西条市にある小学校。
西条小学校の前身である擇善堂は西条藩の藩校として1805年（文化2年）に開設された。現在の全校児童は500名前後である。校訓は「強く、正しく、美しく」で校歌にも歌われている。

## 沿革史
- 1805年（文化2年） - 西条藩八代藩主・松平頼啓の命により、藩校・擇善堂（西条小学校の前身）が開設される。
- 1870年（明治3年） - 小中学校規則が頌布され西條県小学校が設立される[2]。
- 1871年（明治4年） - 開校[2]。
- 1873年（明治6年） - 擇善堂と西條県小学校を併せて、四大区第一小学校が設立される[2]。
- 1874年（明治7年） - 擇善堂小学校に改称[2]。
- 1887年（明治20年） - 明屋敷小学校に改称[2]。
- 1892年（明治25年） - 西條尋常小学校に改称[2]。
- 1927年（昭和2年） - 西條尋常高等学校に改称[2]。
- 1941年（昭和16年） - 西條国民学校に改称[2]。
- 1947年（昭和22年） - 西条小学校に改称[2]。

## 著名な出身者
- 眞鍋かをり - 女優、タレント

## 通学区域が隣接している学校
- 西条市立玉津小学校
- 西条市立神拝小学校
- 西条市立禎瑞小学校